# David Bisbal
 (août 2024).
Si vous disposez d'ouvrages ou d'articles de référence ou si vous connaissez des sites web de qualité traitant du thème abordé ici, merci de compléter l'article en donnant les références utiles à sa vérifiabilité et en les liant à la section « Notes et références ».
 (juin 2023).
La mise en forme du texte ne suit pas les recommandations de Wikipédia : il faut le « wikifier ».
Les points d'amélioration suivants sont les cas les plus fréquents. Le détail des points à revoir est peut-être précisé sur la page de discussion.
- Les titres sont pré-formatés par le logiciel. Ils ne sont ni en capitales, ni en gras.
- Le texte ne doit pas être écrit en capitales (les noms de famille non plus), ni en gras, ni en italique, ni en « petit »…
- Le gras n'est utilisé que pour surligner le titre de l'article dans l'introduction, une seule fois.
- L'italique est rarement utilisé : mots en langue étrangère, titres d'œuvres, noms de bateaux, etc.
- Les citations ne sont pas en italique mais en corps de texte normal. Elles sont entourées par des guillemets français : « et ».
- Les listes à puces sont à éviter, des paragraphes rédigés étant largement préférés. Les tableaux sont à réserver à la présentation de données structurées (résultats, etc.).
- Les appels de note de bas de page (petits chiffres en exposant, introduits par l'outil «  Source ») sont à placer entre la fin de phrase et le point final[comme ça].
- Les liens internes (vers d'autres articles de Wikipédia) sont à choisir avec parcimonie. Créez des liens vers des articles approfondissant le sujet. Les termes génériques sans rapport avec le sujet sont à éviter, ainsi que les répétitions de liens vers un même terme.
- Les liens externes sont à placer uniquement dans une section « Liens externes », à la fin de l'article. Ces liens sont à choisir avec parcimonie suivant les règles définies. Si un lien sert de source à l'article, son insertion dans le texte est à faire par les notes de bas de page.
- La présentation des références doit suivre les conventions bibliographiques. Il est recommandé d'utiliser les modèles {{Ouvrage}}, {{Chapitre}}, {{Article}}, {{Lien web}} et/ou {{Bibliographie}}. Le mode d'édition visuel peut mettre en forme automatiquement les références.
- Insérer une infobox (cadre d'informations à droite) n'est pas obligatoire pour parachever la mise en page.

Pour une aide détaillée, merci de consulter Aide:Wikification.
Si vous pensez que ces points ont été résolus, vous pouvez retirer ce bandeau et améliorer la mise en forme d'un autre article.
David Bisbal, né le 5 juin 1979 à Almeria, est un chanteur espagnol. Il est le second finaliste de la première édition de l'émission de télé-réalité espagnole Operación Triunfo, qui a été gagnée par Rosa López, et qui est l'équivalent de Star Academy en France.

## Biographie
David Bisbal est né dans la ville andalouse d'Almeria, et est le plus jeune d'une fratrie comptant également un frère (né en 1968) et une sœur (née en 1971).
David Bisbal quitte assez tôt l'école parce qu'il n'aime pas étudier[réf. nécessaire]. Il trouve un travail dans une pépinière. C'est là qu'il est découvert, alors qu'il travaille en chantant. On lui propose de passer une audition pour faire partie d'un groupe appelé Orquesta Expresiones.
David Bisbal commence à chanter et à danser dans ce groupe et cela l'amène à tenter le casting de Operación Triunfo. Il rentre dans l'académie en octobre 2001 à Barcelone, en se distinguant de ses compagnons par ses talents de danse et ses performances vocales. C'est l'unique participant avec Chenoa, qui deviendra sa compagne jusqu'en 2005, à n'avoir jamais été nommé par le jury. Il est même choisi comme favori par le public à trois reprises.
David Bisbal signe ensuite un contrat avec la maison de disques Vale Music, qui l'envoie à Miami pour enregistrer son premier album, appelé Corazón latino, aux côtés de Kike Santander. Son premier single Ave Maria rencontre un grand succès. L'album est classé numéro un lors de sa première semaine de sortie avec plus de 600 000 exemplaires vendus battant un record de ventes.  L'album reste durant sept semaines en tête des ventes en Espagne.
Durant l'été 2002, après avoir reçu 7 disques de platine pour son disque Corazón latino, David Bisbal commence la « tournée d'été » qui se révèle un grand succès. Le 3 septembre 2003, il reçoit le Grammy latino du meilleur artiste révélation à Miami de la main d'Ana Torroja.
Puis, il reçoit un disque de diamant pour 1 000 000 disques vendus, juste avant de partir en Amérique pour une tournée promotionnelle qui le conduit dans des pays comme l'Argentine, Porto Rico, le Mexique, le Venezuela, etc.
En février 2004, il sort son 2e album intitulé Bulería avec son producteur et néanmoins ami Kike Santander. Dès sa sortie, le succès de l'album est retentissant dans les pays hispanophones et devient l'album le plus vendu en Espagne pour l'année 2004 (avec également plus d'un million de disques vendus). Son premier DVD Todo por Ustedes, qui contient des images de sa tournée en Amérique du Sud, aux États-Unis et en Espagne, est lancé en mars 2005, et devient dès sa sortie n°1 des ventes en Espagne.
En 2009, sort son opus Sin Mirar Atras, suivi d'une tournée. En commençant par des pays européens comme la Belgique, la France, les Pays-Bas, etc. Il est tout l'été sur les planches pour sa tournée SMA2010 en Espagne. Elle prend fin le 9 octobre 2010 à Saragosse, par un événement inédit : le concert est transmis en direct via son site officiel et Facebook. Il continue néanmoins à se produire durant sa tournée en Amérique Latine.
En 2010, David Bisbal chante When I Look at You en duo avec Miley Cyrus et également une version espagnole de "Wavin' Flag" en duo avec K'naan (qui est la deuxième chanson en rapport avec la Coupe du monde la plus écoutée en 2010 après le Waka Waka de Shakira).
En 2014, David Bisbal publie l'album Tú y yo. À l'occasion, sort au cinéma en l'Espagne le moyen métrage du même nom avec María Valverde.
Sur le plan privé, cette même année naît le premier enfant du chanteur et de sa compagne Elena Tablada à Miami, le 15 février 2010.
En 2016, Bisbal sort l'album Hijos del mar.
En 2017, il interprète la chanson Todo Es Posible en duo avec Martina Stoessel pour la bande originale du film Tadeo Jones 2.
En 2020, il interprète la chanson Si tu la Quieres en duo avec Aitana Ocaña.

### Jeunesse et début
David Bisbal est né le 7 juin 1979 à Almeria (Espagne). Il est le fils de José Bisbal, un boxeur professionnel (d'où le fatal coups de pied qui saute sur scène[incompréhensible]) qui faisait partie d'un trio de musique flamenco, et de Maria Ferre. Il est le plus jeune de trois frères et sœurs. Il a un frère nommé José María et une sœur nommée María del Mar. Au cours de son enfance, il montre un certain talent sur scène, mais est toujours très timide. Il quitte l'école en troisième (neuvième année en Espagne). Son père l'emmène alors pour qu'il travaille à la pépinière municipale d'Almeria. C'est son premier emploi.
Quelques années plus tard, il rencontre le producteur de la 'Expressions Orchestra'. Après l'avoir écouté et avoir apprécié sa qualité vocale, ce producteur offre de l'employer comme la principale voix de l'orchestre. David commence à y travailler. Parmi les 'Expressions Orchestras', l'orchestre d'Almeria est très populaire. Graduellement, David Bisbal se perfectionne en tant que chanteur et découvre sa passion pour la musique. David se présente à l'audition de Pop Idol, à Barcelone, en Espagne. En 2001, il est ainsi l'un des 16 concurrents de la première édition espagnole du concours «Idol» visant à choisir le représentant pour le concours de l'«Eurovision» de cette année-là. Il termine à la deuxième place, derrière Rosa Lopez. C'est dans le chœur que David Bisbal participe effectivement à l'Eurovision avec Rosa Lopez, David Bustamante, Chenoa, Gisela et Geno.

## Discographie

### Albums
- 2002 : Corazón Latino
- 2004 : Bulería
- 2006 : Premonición
- 2009 : Sin Mirar Atrás
- 2014 : Tú y Yo
- 2016 : Hijos del mar
- 2020 : En Tus Planes
- 2023 : Me Siento Vivo

### DVD
- 2005 : Todo por ustedes (CD + DVD)
- 2007 : Premonición Live (CD + DVD)
- 2011 : Una noche en el Teatro Real (CD + DVD)
- 2013 : Live at The Royal Albert Hall (CD + DVD)
- 2015 : Tú y yo en vivo

### Participations
- Odio amarte tanto avec Rihanna (version espagnole de Hate That I Love You qu'elle chantait avec Ne-Yo. (2007)
- Wavin' Flag  avec K'naan (version espagnole d'une musique publicitaire Coca-Cola à l'occasion de la Coupe du Monde la FIFA 2010)
- Te miro a ti  avec Miley Cyrus (version espagnole de When I Look at You musique extraite du film La Dernière Chanson (The Last Song)
- No hay dos sin tres avec Cali & el dandee (version espagnole d'une musique publicitaire à l'occasion de l'EURO 2012)
- Mi soledad y yo avec Alejandro Sanz (sur le cd+dvd La musica no se toca en vivo)
- Todo Es Posible avec Martina Stoessel (chanson principale du film Tadeo Jones 2)
- Si Tu La Quieres avec Aitana

## Reconnaissances
- 2023 : Hijo Predilecto de Andalucía